# Референсный диапазон
Референсный диапазон (также референсный интервал, эталонный диапазон, контрольный диапазон) в медицине — это диапазон значений, который считается нормальным для физиологических показателей у здоровых людей (например, содержание креатинина или кислорода в крови). Для медицинского работника это основа для сравнения при интерпретации результатов теста (анализа) конкретного пациента.
Важными референтными диапазонами в медицине являются референсные диапазоны для анализов крови и референсные диапазоны для анализов мочи.
Стандартное определение референтного диапазона исходит из того, что именно наиболее распространено в референтной группе, взятой из общей (то есть общей) популяции. Это общий референсный диапазон. Также существуют частные референсные диапазоны, например оптимальные диапазоны для здоровья (диапазоны, оказывающие оптимальное воздействие на здоровье) и диапазоны для определенных состояний (например, референсные диапазоны уровня гормонов при беременности).
Значения в пределах референсного диапазона (англ: within the reference range (WRR)) находятся в пределах нормы (англ: within normal limits (WNL)) . Пределы называются верхним референтным пределом (англ: upper reference limit (URL)) или верхним пределом нормы (англ: upper limit of normal (ULN)) и нижним референсным пределом (англ: lower reference limit (LRL)) или нижним пределом нормы (англ: lower limit of normal (LLN)). Значения вне референсного диапазона необязательно патологические, и они не обязательно ненормальны в каком-либо смысле, кроме статистического. Однако они являются индикаторами вероятной патологии.
Отсечка или порог — это предел, используемый для бинарной классификации, в основном между нормальным состоянием и патологическим. Методы установления пороговых значений включают использование верхнего или нижнего предела контрольного диапазона.

## Стандартное определение
Стандартное определение референсного диапазона (РД) для конкретного измерения — интервал, в который попадают 95 % значений эталонной совокупности, причём 2,5 % случаев значения будут меньше нижнего предела этого диапазона, и в 2,5 % случаев они будут больше верхней границы этого диапазона, независимо от распределения этих значений.
Референтные диапазоны, указанные в этом определении, иногда называют стандартными диапазонами.
Поскольку диапазон представляет собой определенное статистическое значение, описывающее интервал между наименьшим и наибольшим значениями, многие, в том числе Международная федерация клинической химии, предпочитают использовать выражение референсный интервал, а не референсный диапазон.
Что касается целевой популяции — если не указано иное, стандартный референсный диапазон обычно означает диапазон у здоровых людей либо у людей без какого-либо известного состояния, которое непосредственно влияет на устанавливаемые диапазоны. РД также устанавливаются с использованием контрольных групп из здорового населения и иногда называются нормальными диапазонами или нормальными значениями (а иногда и «обычными» диапазонами/значениями). Однако использование термина «нормальный» может быть неуместным, поскольку не все, кто находится за пределами интервала, являются ненормальными, и кроме того, люди с определенным заболеванием могут по-прежнему попадать в этот интервал.
Однако референсные диапазоны также могут быть установлены путем отбора проб у всего населения, с заболеваниями или без них. В некоторых случаях за популяцию принимают больных людей, устанавливая эталонные диапазоны среди тех, у кого есть заболевание. Желательно, чтобы для каждой подгруппы населения, имеющей какой-либо фактор, влияющий на измерение, имелись бы конкретные референтные диапазоны, такие как, например, конкретные диапазоны для каждого пола , возрастной группы, расы или любой другой общей детерминанты.

### Методы создания
Методы установления контрольных диапазонов могут быть основаны на допущении нормального распределения или логнормального распределения или непосредственно на интересующих процентах. При установлении референсных диапазонов по двусторонним органам (например, по зрению или слуху) можно использовать оба результата одного и того же человека, хотя необходимо учитывать внутрисубъектную корреляцию.

### Интерпретация стандартных диапазонов медицинских тестов
В случае медицинских тестов, результаты которых представляют собой непрерывные значения, референтные диапазоны могут использоваться при интерпретации результатов отдельных тестов. Это в основном используется для диагностических тестов и скрининговых тестов, в то время как мониторинговые тесты могут быть оптимально интерпретированы на основе предыдущих тестов того же человека.

## Односторонние пороговые значения
Во многих случаях обычно представляет интерес только одна сторона диапазона, например, с маркерами патологии, включающими раковый антиген 19-9, где, как правило, значение ниже того, что обычно в популяции, не имеет никакого клинического значения. Поэтому такие целевые значения часто задаются только с одним пределом референтного диапазона, и, строго говоря, такие значения являются скорее пороговыми значениями.
Они могут представлять как стандартные диапазоны, так и оптимальные диапазоны здоровья. Кроме того, они могут представлять ценность для того, чтобы отличить здорового человека от больного определённым заболеванием, хотя это дает дополнительную изменчивость за счет различения различных заболеваний. Например, для NT-proBNP используется более низкое пороговое значение, позволяющее отличить здоровых детей от детей с цианотическим заболеванием сердца , по сравнению с пороговым значением, используемым для различения здоровых детей и детей с врожденной несфероцитарной анемией.

## Общие недостатки
Для стандартных, а также оптимальных диапазонов здоровья и пороговых значений имеются следующие причины неточности:
- Используемые инструменты и лабораторные методы, либо интерпретация измерений наблюдателями. Это может относиться как к инструментам и т. д., используемым для установления эталонных диапазонов, так и к инструментам и т. д., используемым при получении значения для лица, к которому применяются эти диапазоны. Чтобы компенсировать это, отдельные лаборатории должны иметь свои собственные лабораторные диапазоны для проверки приборов, используемых в лаборатории.
- Детерминанты, такие как возраст, диета и т. д., не компенсируются. В оптимальном случае референсные диапазоны должны быть получены от референтной группы, максимально похожей на каждого индивидуума, к которому они применяются, но практически невозможно компенсировать каждую отдельную детерминанту, даже если референсные диапазоны устанавливаются на основе нескольких измерений к одному и тому же человеку, к которому они применяются, из-за изменчивости повторного тестирования.

Кроме того, референсные диапазоны имеют тенденцию создавать впечатление определенных порогов, четко разделяющих «хорошие» и «плохие» значения, в то время как в действительности, как правило, риски постоянно возрастают с увеличением отклонения от оптимальных значений.